# Gymnophthalmus lineatus
Gymnophthalmus lineatus är en ödleart som beskrevs av Carl von Linné 1758. Gymnophthalmus lineatus ingår i släktet Gymnophthalmus och familjen Gymnophthalmidae. IUCN kategoriserar arten globalt som livskraftig. Inga underarter finns listade i Catalogue of Life.